# Amblard de Beaumont
Pour les articles homonymes, voir Amblard.
Amblard de Beaumont, protonotaire du dauphin Humbert II. Négociateur du traité de Romans (1349) qui unit le Dauphiné à la France. 

## Biographie
Fils d'Artaud de Beaumont et d'Agnès de Bellecombe, il épousa Béatrix Alleman de la famille des Alleman de Laval et d'Uriage, et fit construire pour son épouse le château de Crolles.